# Grampian (région)
Pour les articles homonymes, voir Grampian.
Le Grampian (Roinn a' Mhonaidh en gaélique écossais (gd)) était une circonscription administrative régionale écossaise, en vigueur entre le 15 mai 1975 et le 31 mars 1996. Son siège était situé à Aberdeen. Elle tire son nom des Monts Grampians.
La région fut créée par le Local Government (Scotland) Act 1973, qui suivait les recommandations du rapport Wheatley de 1969. Celui-ci tentait de remplacer le mélange hétérogène de comtés, cités, bourgs et districts par un système uniforme de councils de régions et de districts.

## Districts
La région était divisée en 5 districts.
| Districts              | Siège      | Population (estimation en 1994) |
| ---------------------- | ---------- | ------------------------------- |
| Aberdeen               | Aberdeen   | 213 000                         |
| Banff and Buchan       | Banff      | 88 020                          |
| Gordon                 | Inverurie  | 77 080                          |
| Kincardine and Deeside | Stonehaven | 54 990                          |
| Moray                  | Elgin      | 83 616                          |

## Disparition
En vertu de la Local Government etc. (Scotland) Act 1994, le territoire de la région s'est retrouvé partagé entre trois council areas : Aberdeenshire (regroupant les anciens districts de Banff and Buchan, de Gordon, de Kincardine and Deeside et d'Aberdeen moins la ville d'Aberdeen), Moray (correspondant à l'ancien district de Moray) et la ville d'Aberdeen, qui constitue depuis lors un council area en propre.